# リル・ウージー・ヴァート
リル・ウージー・ヴァート（英: Lil Uzi Vert、本名: Symere Bysil Woods、1995年7月31日 -）は、アメリカ合衆国のラッパー、シンガーソングライター。
2015年のミックステープ『Luv Is Rage』で広く知られるようになり、2016年にリリースしたデビューシングル「Money Longer」がダブルプラチナディスクに認定される。2017年、Migosの「Bad and Boujee」にフィーチャリングで参加し初の全米1位を獲得。その後、自身のシングル「XO Tour Llif3」がヒットし、アメリカで7xプラチナディスクに認定される。デビューアルバム『Luv Is Rage 2』はBillboard 200で初登場1位を記録した。2020年には2枚目のアルバム『Eternal Atake』をリリースしている。

## 略歴
フィラデルフィアで生まれ育ち、マイク・ジョーンズやイン・ヤン・ツインズを聞いて育った。後にウィズ・カリファやミーク・ミル、またマリリン・マンソン、パラモア、スマッシュマウス、ザ・ロケット・サマー、シミアン、マイ・ケミカル・ロマンス、そして13歳の時オール・アメリカン・リジェクツを聞き始めた。
学校を中退し働き始めたが４日後に辞め、母親に追い出されたのを機にラップへのキャリアを歩み始めた。
2015年のミックステープ『Luv Is Rage』で広く知られるようになる。その後アトランティック・レコード傘下のDJ DramaのレーベルGeneration Nowと契約。
2016年にリリースしたデビューシングル「Money Longer」はBillboard Hot 100で54位を記録し、ダブルプラチナディスクに認定された。続いて発表したミックステープ『Lil Uzi Vert vs. the World』はBillboard 200で37位を記録。シングル「You Was Right」はHOT 100で40位を記録する。その後、Gucci Maneとのコラボレーションを含む2枚のミックステープを発表。
2017年、Migosの「Bad and Boujee」にフィーチャリングで参加し初の全米1位を獲得。その後、自身のシングル「XO Tour Llif3」で全米7位を記録、アメリカで7xプラチナディスクに認定される。デビューアルバム『Luv Is Rage 2』はBillboard 200で初登場1位を記録する。
2019年12月13日、ニューアルバムの先行シングルとして「Futsal Shuffle 2020」をリリース。2020年3月2日、先行シングル「That Way」をリリース。3月6日には2枚目のアルバム『Eternal Atake』をリリースした。11月13日にはフューチャーとのコラボレーティヴ・アルバム『Pluto x Baby Pluto』をリリースした。

## 人物

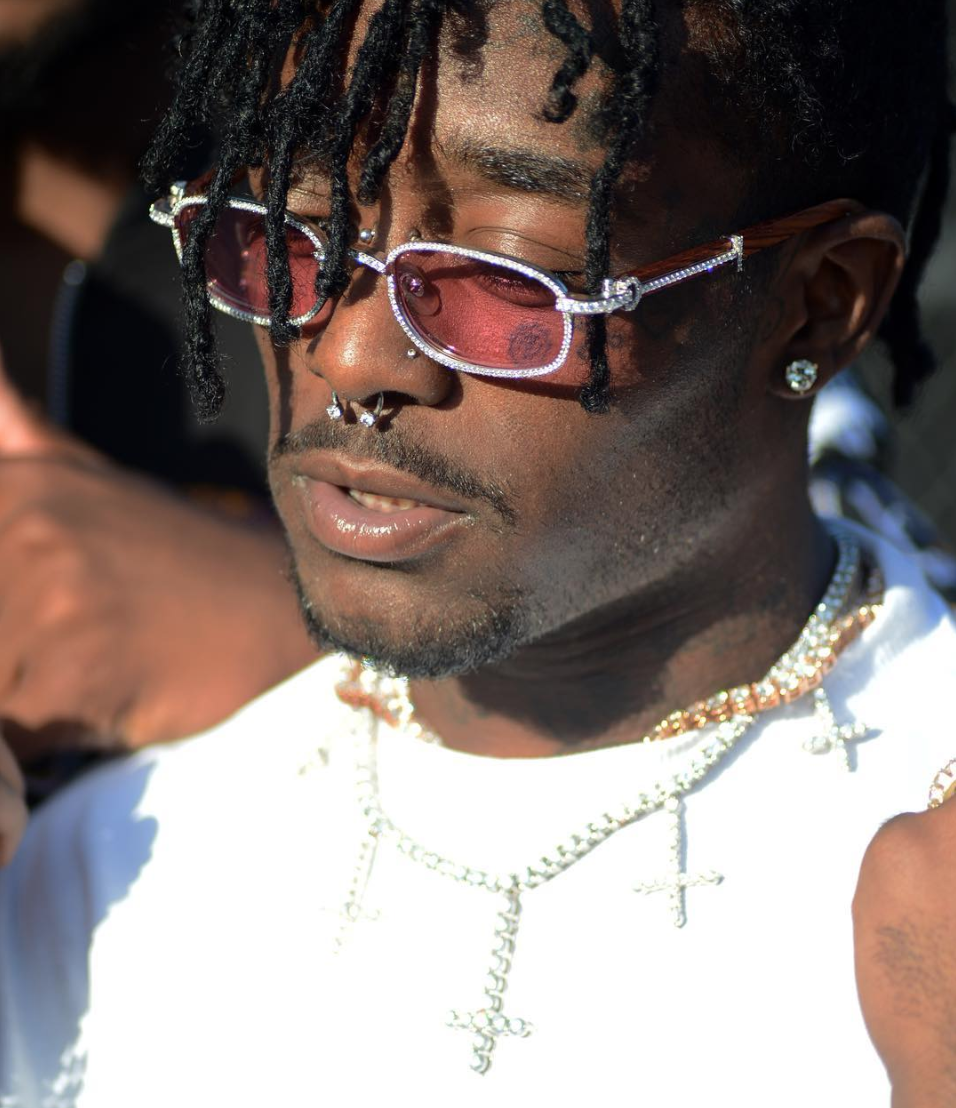
Lil Uzi Vert（2018年）

GQのインタビューで、リル・ウージー・ヴァートはチョコレートアレルギーであることを明かしている。
ラッパーのリル・ピープの死後、ウージーは薬物をやめて断酒を試みていることを表明した。
ラッパーで友人でもあるXXXテンタシオンの死後、リル・ウージー・ヴァートはソーシャルメディアで他のラッパーに助けを求め、XXXTentacionの家族と子供を養い、銃暴力に対抗する基金を設立した。
身長は5フィート4インチ(約163cm)とアメリカ人の男性としてはかなり小柄である。
2022年7月、インスタグラムにてThey/Themの代名詞の使用を発表し、また2023年、自身が性別不適合であると述べた。

### 私生活
リル・ウージー・ヴァートは2014年から2017年までファッションデザイナーのブリタニー・バード（Brittany Byrd）と交際していた。2人はParsons School of Designに通っていた時に知り合ったという。リル・ウージー・ヴァートは『Luv Is Rage』の収録曲「Nuyork Nights at 21」で初めてブリタニー・バードに言及し、その後も彼女についての楽曲を複数制作している。シングル「Money Longer」のミュージックビデオにはブリタニー・バードが出演していた。 2017年6月26日にリル・ウージー・ヴァートが「Stole Your Luv」と題した新曲を発表し、2人が破局したことに言及した。

### 論争
リル・ウージー・ヴァートはサタン崇拝者であると非難されてきた。最大のインスピレーションと呼ぶマリリン・マンソンがサタン崇拝を支持していたことに触発されたと言われている。リル・ウージー・ヴァートはソーシャルメディアに悪魔崇拝的な画像を追加し「666」などの悪魔崇拝に関連するフレーズをよく口にすることで論争を巻き起こした。

### 逮捕
2016年12月8日、リル・ウージー・ヴァートはジョージア州アトランタで無謀なダートバイクの運転で逮捕された。友人と一緒に無灯火でヘルメットをかぶったままダートバイクを運転し、警察に追われる際にダートバイクから転落し、徒歩で逃げようとしたが逮捕され、6500ドルの保釈金で拘束された。その後、社会奉仕の刑を受けることで最終的に告訴は取り下げられた。
2020年10月、フィラデルフィアの路上でペイントボールの銃撃戦に巻き込まれたリル・ウージー・ヴァートと他の数人が逮捕された。 彼はインスタグラムで騒動の動画を共有した後に捕まった。
2021年7月2日、リル・ウージー・ヴァートはセント・ジョンが彼の元交際相手であるブリタニー・バードといるところを発見し、その後口論に発展した。その結果リル・ウージー・ヴァートは銃を点滅させてバードの腹に銃を突きつけたが、その場にいた全員に被害はなかった。
2021年7月6日、リル・ウージー・ヴァートはバードの顔を何度も殴り入院させた。結果的に彼は3年間の司法取引保護観察、1年間のメンタルヘルスと薬物乱用の治療、52週間の家庭内暴力のカウンセリング、賠償、10年間の刑事保護命令に応じた。

### 確執
2016年4月29日、アトランタ出身のラッパーOG Macoがソーシャルメディア上で暴言を吐いた。OG Macoはリル・ウージー・ヴァートのラップスタイルに言及し、自分がリル・ウージー・ヴァートのために「道を切り開いた」と延べ、ラップスタイルを盗まれたと主張した。9月、OG Macoとリル・ウージー・ヴァートの確執は解消された。
リル・ウージー・ヴァートは所属レーベルGeneration Nowのオーナーであるドン・キャノンとDJドラマとの間で、自分の音楽を巡って膠着状態に陥っていた。リル・ウージー・ヴァートはアルバム「Luv Is Rage 2」の遅延をめぐってドン・キャノンとDJドラマを侮辱し、Generation Nowとの契約を避けるよう人々に忠告し、DJドラマを「年寄り」と呼んでいた。
2018年初頭、リル・ウージー・ヴァートはGeneration Nowに不満を抱いていることをツイートする。これに対し、仲間のラッパーであるRich the Kidは自身のレーベルであるRich Forever Musicと契約していれば、そのような問題は起こらなかっただろうと揶揄した。それに対しリル・ウージー・ヴァートは「20ラック(2万ドル)では契約しない」と答え、Rich the Kidはどちらにしてもオファーを受け入れる価値があっただろうと答えた。間もなく2人の間でインスタグラムやツイッター上でのディスがエスカレートしていく。2018年3月、リッチ・ザ・キッドはディストラック「Dead Friends」をリリースした。2018年6月、スターバックスでRich the Kidとリル・ウージー・ヴァートの間で喧嘩が発生したが、警備員に止められた。

## ディスコグラフィ
アルバム
- Luv Is Rage 2（2017年）
- Eternal Atake（2020年）
- Pluto x Baby Pluto (with Future)（2020年）
- Pink Tape（2023年）

ミックステープ
- The Real Uzi（2014年）
- Luv Is Rage（2015年）
- Lil Uzi Vert vs. the World（2016年）
- The Perfect Luv Tape（2016年）